# Dekanat Cedynia
Dekanat Cedynia − jeden z dekanatów należący do archidiecezji szczecińsko-kamieńskiej.

## Parafie
- Cedynia (pw. Narodzenia NMP) Proboszcz ks. kan. Michał Kostrzewa, wikariusz ks. Mateusz Pluskota.
- Czachów (pw. MB Częstochowskiej) Proboszcz ks. mgr Zbigniew Stachnik
- Klępicz (pw. św. Stanisława BM) Administrator: ks. mgr lic. Krzysztof Conder
- Moryń (pw. Świętego Ducha) Proboszcz ks. mgr Sławomir Pawlak, wikariusz ks. mgr Piotr Łosiewski
- Siekierki (pw. MB Królowej Pokoju) Proboszcz, Kustosz Sanktuarium ks. kan. mgr Bogdan Przybysz

## Dziekan i wicedziekan[1]
- Dziekan: ks. kan. Michał Kostrzewa
- Wicedziekan: ks. kan. mgr lic. Marian Augustyn
- Ojciec duchowny: ks. kan. mgr Bogdan Przybysz